# Frosting on the Beater
Frosting On The Beater — третий студийный альбом рок-группы The Posies, вышедший в 1993 году. Последний трек на диске — Coming Right Along — вошёл в саундтрек к фильму «Дневник баскетболиста» с Леонардо Ди Каприо.

## Список композиций
1. «Dream All Day» — 3:03
2. «Solar Sister» — 3:20
3. «Flavor Of The Month» — 2:34
4. «Love Letter Boxes» — 3:09
5. «Definite Door» — 4:12
6. «Burn & Shine» — 6:56
7. «Earlier Than Expected» — 3:33
8. «20 Questions» — 3:54
9. «When Mute Tongues Can Speak» — 3:28
10. «Lights Out» — 4:14
11. «How She Lied By Living» — 3:58
12. «Coming Right Along» — 6:18

## Участники записи
- Джон Ауэр — гитара, вокал
- Дэйв Фокс — бас
- Майк Масбергер — ударные
- Кен Стрингфеллоу — гитара, вокал, бас, орган, пианино

### Выходные данные
- Продюсер — Дон Флеминг.
- Инженеры звукозаписи — Джон Ауэр, Адам Каспер, Джим Уотерс.
- Ассистент инженера — Фред Кеворкян.
- Микширование — Дейвид Бланко, Джон Ханлон (треки 4 и 7).
- Ассистенты инженеров микширования — Марк Гилбо, Джейми Сейберт.
- Студия звукозаписи: Ironwood Studios, Seattle; Sear Sound, New York; 316 81st Ave. N., Seattle.
- Студия микширования: Larrabee West, W. Hollywood; Ocean Way, Los Angeles.
- Мастеринг: Стивен Маркуссен (Precision Mastering, Los Angeles, CA).